# Pugled pri Karlovici

Lega kraja v Atlasu okolja

Pugled pri Karlovici je zaselek v Občini Ribnica. Leži na izpostavljeni legi v pobočju v severnem delu občine Ribnica na območju Slemen. Stanovanjska hiša s hišno številko 2 je nekdanja pristava ortneške graščine, datirana z letnico 1732. Ambient dopolnjuje kvalitetno oblikovana in poslikana kmečka hiša, Pugled 3. Kriti sta s slamo, v prvi je znana sušilnica mesa.